# Médiateur (métier)
Pour les articles homonymes, voir Médiateur et Médiatrice.
Un médiateur est une personne physique qui intervient pour faciliter une communication ou rétablir une relation.
En latin, le mediator est un intercesseur, un entremetteur. Le mot latin mediator est lui-même dérivé de medius, médiateur, formé sur la racine med-, qui, selon Ernoux et Meillet, se trouve d'un bout à l'autre du domaine indo-européen, au sens de « penser, réfléchir ». C'est en ce sens que l'on retrouve de manière systématique le mot médiateur pour parler de tout processus de résolution amiable des conflits, bien que ceux-ci soient, au sens strict du terme, des médiations, conciliations ou arbitrages. Pour le Littré, le mot provient du lat. mediatorem, de mediare, servir d'intermédiaire, partager par le milieu. C'est donc celui qui est au milieu des parties.
Il existe différents métiers de médiateur de conflit. Ceux ci varient en fonction des institutions et types de personnes concernées.
- S'il s'agit d'un différend avec une administration, une structure d'État, le médiateur officiel dans les pays francophones porte souvent le titre de médiateur de la République.
- En France, dans le domaine de la consommation publique, le médiateur de consommation est une personne nommée pour aider à régler les différends de type juridico-techniques : il intervient pour les litiges nés de l'achat de produits ou de services auprès de professionnels[4]. Dans cet esprit, il existe les pages des le médiateur national de l'énergie et tous les ombudsmans.
- Pour les litiges de voisinage, des bénévoles accomplissent le rôle de médiateur. Certaines municipalités ont également mis en place des services de médiation dont le rôle est d'intervenir pour l'apaisement des insatisfactions citoyennes, sans pour autant les résoudre, puisque ces « médiateurs » portent seulement "la parole du raisonnement" et transmettent des règles de savoir vivre.
- S'il s'agit d'un différend entre personnes privées, physiques ou/et morales, les parties peuvent s'adresser à un médiateur privé professionnel.

## Naissance d'une profession
En France, la professionnalisation de l'activité de médiateur a commencé dans le privé, à la fin des années 1990. Elle a été initiée par l'organisation syndicale des médiateurs professionnels, la Chambre professionnelle de la médiation et de la négociation. Pour la CPMN, la médiation professionnelle a été définie comme la seule pratique qui vise la liberté de décision des parties.
En 2016, le sénat débat sur le projet de loi de modernisation de la justice du XXIe siècle. Le moment est propice pour le monde de la médiation de parler d'une seule voix et le 15 septembre 2016, 12 structures se sont regroupées sous le nom de médiation21. Un travail collectif permet à médiation21 de rédiger Le livre blanc de la médiation qui sera officiellement présenté en octobre 2019 à Madame Nicole Belloubet, Ministre de la Justice et Garde des Sceaux. Ce livre blanc a été conçu autour des 3 grandes thématiques essentielles dans l'articulation de la médiation selon le collectif Médiation21 :
- Le statut est la représentation de la profession via le CNM (Conseil National de la Médiation)
- L'éthique et la déontologie avec un code unique du médiateur et un Comité National d'Ethique et de Déontologie En Médiation (CNEDEM)
- La formation des médiateurs et l'agrément

### La professionnalisation des pratiques associatives
Au début des années 1980, Robert Badinter Ministre de la Justice et Garde des Sceaux souhaitait humaniser la justice et c'est donc dans un cadre pénal qu'ont lieu les premières médiation en France dès 1984. Cette tâche est confiée à Jacqueline Morineau qui créera dans les années suivantes l'association CMFM, Centre de Médiation et de Formation à la Médiation.
Depuis, de nombreuses associations se sont créées et dans le secteur social et familial, une démarche de professionnalisation a été engagée, avec une recherche d'institutionnalisation et d'une reconnaissance par l'État. Aujourd'hui, dans le secteur judiciaire, le désengorgement de la justice a incité les pouvoirs publics a faire appel à des associations de médiation et à les conduire vers la professionnalisation de leurs pratiques.

### Médiateur conventionnel
Il s'agit d'un médiateur intervenant à la demande des parties, ou à l'initiative d'une seule, pour accompagner la résolution d'un différend, l'accompagnement d'un changement, la définition d'une stratégie ou l'élaboration d'un projet comportant des présupposés de difficultés relationnelles, telles les fusions ou les reprises d'entreprises.
Les désignations de cette activité sont diverses :
- médiateur civil,
- médiateur privé,
- médiateur indépendant,
- médiateur en entreprise.

Des textes légaux prévoient la possibilité de recours à un médiateur, comme une incitation préalable à toute procédure judiciaire dans le cas de :
- Harcèlement moral
- conflit collectif du travail - où il apparaît dans le Code civil français de nombreuses contradictions avec la conception européenne d'un médiateur.

### Médiateur judiciaire
« Le juge saisi d'un litige peut, après avoir requis l'accord des parties, désigner une tierce personne afin d'entendre les parties et de confronter les points de vue pour leur permettre de trouver une solution au conflit qui les oppose ». À noter que la médiation est une démarche volontaire et que l'ordonnancement du juge ne vaut pas obligation de suivre un processus de médiation.
Pour être désigné en tant que médiateur judiciaire en matière civile (à distinguer de la matière pénale), et prétendre figurer sur des listes cautionnées par des magistrats, il faut (Art.131-5 du NCPC- FR) :
1. ne pas avoir fait l’objet d’une condamnation, d’une incapacité ou d’une déchéance mentionnées sur le bulletin no 2 du casier judiciaire ;
2. n’avoir pas été l’auteur de faits contraires à l’honneur, à la probité et aux bonnes mœurs ayant donné lieu à une sanction disciplinaire ;
3. posséder, par l’exercice présent ou passé d’une activité, la qualification requise eu égard à la nature du litige ;
4. justifier d’une formation ou d’une expérience adaptée à la pratique de la médiation ;
5. présenter les garanties d’indépendance nécessaires à l’exercice de la médiation.

Dans la pratique, c'est le juge qui apprécie les critères 3 à 5.
La médiation peut être confiée à une personne physique ou à une association. (Art. 131-4 du NCPC - FR).
Une médiation judiciaire peut être proposée par un juge du tribunal d’instance, de grande instance, juge des référés, conseil de prud’hommes, commerce...
En France, « Les constatations du médiateur et les déclarations qu'il recueille ne peuvent être ni produites ni invoquées dans la suite de la procédure sans l'accord des parties, ni en tout état de cause dans le cadre d'une autre instance. » - Art.131-14 du NCPC (FR).
Il est compétent pour traiter des litiges entre :
- voisins (nuisances, tapage nocturne…) ;
- un propriétaire et un locataire (pour le paiement des loyers et des charges, la restitution du dépôt de garantie…) ;
- un commerçant et un consommateur (vente, prestation de service…) ;
- un employeur et un salarié ;
- deux professionnels, dans des relations client-fournisseur ou de concurrence, par exemple l'affaire opposant Chanel à World Tricot devant le Tribunal de commerce de Paris ;
- les membres d’un couple, sur les conséquences d’un divorce ou d’une séparation ou sur les modalités de l’autorité parentale (médiation familiale).

## Distinctions clefs du métier à travers les autres métiers de la résolution amiable

### Négociateur
Le négociateur, à l'inverse du médiateur n'est ni neutre, ni impartial. Il cherche à faire aboutir les intérêts de la partie qu'il représente au risque d'un accord « gagnant perdant ».

### Conciliateur
Le conciliateur n'a pas besoin de l'accord des parties. Dans le domaine judiciaire, il est en lien direct avec la/le juge et lui rend des comptes. Enfin, il est là pour aboutir à une solution.
Le médiateur doit s'assurer de la pleine participation des parties à la médiation. Dans le domaine judiciaire, il peut être nommé par le juge, mais est soumis à un principe de confidentialité qui le rend indépendant de cette instance, et permet de développer des points qui n'auraient pu l'être en conciliation.

### Arbitre
Le juge ou l'arbitre rendent une décision visant la résolution juridique et technique du différend. L'arbitrage donne lieu à une sentence arbitrale dénommée « compromis d'arbitrage » qui a la même valeur qu'un jugement. Il a le même pouvoir qu'un juge de rendre une décision qui s'impose aux parties avec force exécutoire.
Le médiateur n'est pas là pour décider qui a tort ou raison : il est multipartial. Les parties conservent la responsabilité de résoudre leur différend par elles-mêmes. L'accord lie les parties sur la base des règles contractuelles. L'accord peut ensuite, sur demande des parties, être enregistré chez un avocat ou un notaire ou homologué par un juge.

### Modérateur
Présent surtout sur Internet, le modérateur s'assure que les contributeurs d'un site (forum, blog, espace de discussion, commentaires, etc.) respectent la loi et l'éthique du site. Il intervient pour modérer la violence, les propos racistes ou irrespectueux des personnes, les activités illégales, etc. Son action peut comporter des aspects de médiation (contact avec les contrevenants, par exemple), mais il n'y est pas tenu.

### Médiateur
Le métier de médiateur est donc une posture extrêmement précise nécessitant une formation permettant son intégration et une réinterrogation permanente de sa pratique. Le médiateur s'engage à suivre un code de déontologie conforme aux textes juridiques.

## Les Codes des organisations de la Médiation
La première organisation à avoir élaboré un Code spécifique à la profession de médiateur est la Chambre professionnelle de la médiation et de la négociation. Elle a été progressivement suivi par plusieurs autres. L'originalité de ce premier code réside dans le fait que le médiateur professionnel marque l'originalité de la profession indépendante de toute conception culturelle, ce qui favorise son développement dans tous les environnements culturels et nationaux.
Les associations de médiation ont quant à elles adopté le principe de l'exercice de la médiation en référence à l'environnement juridique.

### Code d'éthique et de déontologie des médiateurs
Lors de la définition de la profession de médiateur, en 2001, la Chambre professionnelle de la médiation et de la négociation a élaboré un Code, avec pour acronyme le CODEOME, dont se sont inspirées plusieurs organisations de la médiation. Ce code est conçu en deux chapitres :
- l'éthique : elle porte sur l'ensemble des questionnements du médiateur professionnel sur son rôle sociétal
- la déontologie : elle porte sur l'ensemble des règles relationnelles du médiateur professionnel dans l'exercice de sa profession :
  - relations avec les clients
  - relations entre professionnels
  - relations avec les professions connexes
  - relations avec la presse et publicité

Le principe de ce code est de garantir la liberté de décision des parties et de définir les modalités d'intervention des professionnels de la médiation formés à des techniques d'ingénierie relationnelle.
Les principes fondamentaux ont été définis :
- Indépendance par rapport à toute forme d'autorité
- Impartialité relativement aux enjeux et intérêts
- Neutralité relativement à la solution

En affirmant la création de la profession dès 2001, la CPMN a fondé un ensemble de concepts d'accompagnement des projets relationnels, le conflit étant considéré ici non pas comme un événement juridicisable ou judiciarisable, mais comme une situation de heurts dans un contexte relationnel évolutif.

#### Techniques et compétences du médiateur professionnel
La médiation est une discipline à part entière qui accompagne la liberté relationnelle et contractuelle. Elle permet donc une grande diversité d'expériences et de profils.
Les principales compétences sont les suivantes :
- l'accueil des positionnements et des points de vue. Ceci diffère de la tolérance qui implique des interdits, des tabous, et un comportement d'acceptation lequel implique un seuil où s'affirme le jugement implicite véhiculé par la tolérance ;
- la reconnaissance en légitimité : reconnaître que tous les points de vue, sentiments et attentes des parties sont légitimes ;
- la reconnaissance de l'altérité : reconnaître le droit à la différence ;
- l'altérocentrage[7], néologisme signifiant "se centrer sur l'autre" ;
- la distanciation : « ne pas prendre pour soi ce qui n'est pas soi », en appuyant sa pensée sur la démarche de René Descartes (Méditation seconde, 5 et suiv.), ne pas se sentir impliqué ;
- la maîtrise de l'art du non-questionnement pour sortir des obstacles à la relation ;
- la pédagogie : transmettre des savoir-faire et savoir-être facilitateurs du changement ;
- la créativité et la neutralité : être accompagnateur sans être soi-même porteur d'une solution ;

Un médiateur professionnel ne cherche pas à analyser les personnes pour les catégoriser, ou classifier leurs attitudes ou comportements, mais plutôt à diversifier son langage quand il veut transmettre une information à une ou toutes les parties, pour conduire cette inimaginable discussion - que donc les parties ne pensaient souvent ne plus pouvoir avoir.

### Code National de déontologie du médiateur
Sous l'influence de l'institut catholique de Paris, des associations de médiation en France se sont réunies et ont abouti à l’élaboration d’un Code de déontologie du médiateur et de la médiation en France. Ce Code définit le socle de valeurs et de pratiques communes de la Médiation en France. Il accompagne l’évolution suggérée par la Commission européenne. Il se réfère au "Code de conduite européen pour les médiateurs" de 2004.
À ce jour, ce code est adopté par :
- l’Académie de la Médiation,
- l’Association Nationale des Médiateurs Européens (AME),
- l’Association Nationale des Médiateurs (ANM),
- l’Association pour la Médiation Familiale (APMF),
- la Fédération Nationale pour la Médiation familiale (FENAMEF),
- la Fédération Nationale des Centres de Médiation (FNCM),
- Médiation-Net,
- le Réseau des Médiateurs en Entreprise (RME),
- l’Union Professionnelle Indépendante des Médiateurs (UPIM).

#### Règles garantes de la qualité de médiateur
Le médiateur agit dans le cadre de la loi et le respect des personnes. Il doit maintenir sa position de tiers et vérifier, en permanence, que les conditions éthiques et déontologiques sont respectées tout au long de la médiation.
- La formation : Le médiateur doit avoir suivi, et posséder, la qualification spécifique à la médiation, en fonction notamment des normes ou critères d'accréditation en vigueur dans chaque organisation. Le médiateur, outre la participation à des séances d’analyse de la pratique, actualise et perfectionne ses connaissances théoriques et pratiques par une formation continue (symposiums, colloques, ateliers professionnels, etc.)
- L'indépendance : Le médiateur doit être détaché de toute pression intérieure et/ou extérieure à la médiation, même lorsqu’il se trouve dans une relation de subordination et/ou institutionnelle. Le médiateur s'engage notamment à refuser, suspendre ou interrompre la médiation chaque fois que les conditions de cette indépendance ne sont pas réunies.
- La neutralité : Le médiateur accompagne les personnes dans leur projet, sans faire prévaloir le sien. Pour ce faire, le médiateur s'engage à participer de manière régulière à un travail sur lui-même et sa pratique. Il est recommandé d'y associer une supervision.
- L'impartialité : Le médiateur s'oblige à ne pas prendre parti ni privilégier l'une ou l'autre des personnes en médiation. Il est vigilant dans l'acceptation d'une médiation avec des personnes avec lesquelles il a des liens d’ordre privé, professionnel, économique, de conseil ou autre. Le médiateur s'interdit d'avoir un intérêt financier direct ou indirect dans l'issue de la médiation. Il doit refuser la mission si l'un des membres de son équipe a agi, et/ou agit, en qualité autre pour l'une des personnes concernées par la médiation.
- La loyauté : Le médiateur s’interdit par éthique de remplir des fonctions de représentant ou de conseil de l’un et/ou l’autre des participants au processus de médiation. Il ne peut davantage être arbitre. Le médiateur devra orienter ou réorienter les personnes si la demande n'est pas ou plus du champ de la médiation.

#### Règles principales garantes du processus de la médiation
- Le consentement : Le médiateur doit veiller à ce que le consentement des personnes soit libre et éclairé. Il refusera toute mission où le consentement peut être altéré. Il s'oblige à donner des informations claires et complètes sur les valeurs et principes de la médiation ainsi que sur les modalités pratiques de celle-ci. Il doit vérifier que les informations données ont bien été comprises. Le médiateur doit rappeler que la médiation peut être interrompue à tout moment sans justification par les participants, ou par lui-même s’il considère que les conditions de la médiation ne sont plus réunies.
- La confidentialité : Le médiateur ne divulgue ni ne transmet à quiconque le contenu des entretiens et toute information recueillie dans le cadre de la médiation, sauf obligation légale et risque de non-respect de l'ordre public. Le médiateur ne peut notamment pas faire état devant les instances judiciaires des éléments dont il a eu connaissance lors de son intervention.

Le médiateur s'engage également à informer les parties sur le processus, et à signer une convention écrite de médiation.

#### Choix d'un médiateur
La nature du litige peut déterminer la nature du médiateur compétent. Ainsi, le médiateur est choisi selon deux critères :
- la nature du litige : conventionnel (lié à un contrat) ou privé (litige de voisinage, par ex.) impliquant ou non une structure judiciaire (tribunal) ;
- le profil du médiateur : son expérience, la méthode de médiation qu'il emploie.

Il peut être choisi par les parties ou nommé par une autorité (juge ou agent public). Il peut aussi agir spontanément en présence d'un conflit, pour aider à sa résolution.
Il existe plusieurs méthodes de médiation pratiquées et chacune d'elles sera appliquée de manière différente par chaque médiateur en fonction de sa personnalité et de sa formation. Compte tenu de la variété des profils présentés par la médiation, la pratique de la personne en tant que médiateur joue un grand rôle dans la qualité de la médiation. La médiation professionnelle est donc très spécifique, puisqu'elle nécessite l'acquisition une méthodologie d'intervention avec la maîtrise de processus et de techniques orientés sur la prise de décision.

### Médiateur privé
Un médiateur privé est de plus en plus considéré comme un prestataire d'un service. Il fixe sa rémunération avec les parties. Il peut intervenir à la demande de personnes en conflit, en dehors de toute action judiciaire, dans ce cas il s'agit de « médiation conventionnelle » (la médiation porte sur tout ou partie d'un contrat - un contrat est fait de « conventions ») ou privée. La médiation conventionnelle est de plus en plus encadrée juridiquement.

### Recours contractuel à un médiateur
Les entreprises ne peuvent pas imposer leur médiateur interne (service consommateur) comme recours préalable avant toute procédure judiciaire. Dans le cas d'une clause obligeant un consommateur au recours au médiateur interne, il s'agit d'une clause abusive, donc, en droit français, réputée non écrite.
Néanmoins, par une clause de médiation insérée dans les contrats, la médiation peut être prévue contractuellement (la médiation conventionnelle) et prévoir le recours à un médiateur professionnel indépendant. Dans ce cas, la médiation constitue une étape obligatoire pour les parties en cas de différend.

### Médiateur judiciaire
Un médiateur peut aussi intervenir en cours de procédure judiciaire ou après un jugement, lorsque ce jugement n'est pas accepté par une des parties et qu'il est préférable d'engager une médiation pour rediscuter tout ou partie du jugement, par exemple dans le cas d'une insolvabilité organisée. Cette médiation peut faire remonter à l'origine du différend et, par là, le résoudre.
Dans certaines situations de médiation judiciaire[Lesquelles ?], le médiateur est désigné par une ordonnance. Les parties sont cependant libres d'accepter la médiation et de refuser le médiateur.
En France, en médiation pénale, le médiateur est désigné d'office par le Procureur de la République, habituellement par le biais des associations d'aide aux victimes.